# Funzione mock theta
Le funzioni mock theta fanno parte di un insieme di funzioni, nominate da Srinivasa Ramanujan, nel campo della teoria dei numeri e delle funzioni modulari, in una lettera scritta in punto di morte a G. H. Hardy e probabilmente descritte in un suo quaderno di appunti andato perduto.
Della lettera si sono però perse le prime pagine. Per questa ragione del lavoro di Ramanujan rimangono solo 17 esempi, e mancano una definizione formale e il procedimento di come possano essere derivate.
Le funzioni mock theta costituiscono una serie infinita di numeri, probabilmente correlate alle funzioni theta, note da secoli e usate in un gran numero di problemi e analisi matematiche.
In particolare, comportamenti descrivibili con funzioni mock theta sono oggi stati individuati in diversi campi: nei calcoli matematici, fisici, chimici ed anche nelle ricerche sul cancro.